# Zdravilna strašnica
Zdravilna strašnica (znanstveno ime Sanguisorba officinalis) je večletna rastlina, ki je razširjena tudi v Sloveniji.

## Opis
Zdravilna strašnica doseže v višino do en meter in ima značilne škrlatno rdeče cvetne glavice, sedeče na dolgem peclju.

## Razširjenost in uporabnost
Raste po vlažnih travnikih in gozdnih jasah severne poloble (Evropa, severna Azija in Severna Amerika), kjer cveti junija in julija. V ljudskem zdravilstvu se za zdravljenje uporabljajo korenika, korenine in zeli zdravilne strašnice.
Fitokemično so raziskani le podzemni deli. Ti vsebujejo čreslovine, flavone in saponine, sveži pa vsebujejo tudi eterična olja in vitamin C. Dokazano je bilo tudi, da korenika vsebuje snovi, ki upočasnijo izpadanje las.